# World4you
World4You Internet Services GmbH (kurz world4you) mit Sitz in Linz ist ein österreichischer Internetdienstanbieter, welcher vor allem Webhosting- und Domain-Produkte anbietet. Das Unternehmen gehört seit 2018 zum United-Internet-Konzern und wurde 1998 von Johannes Kührer gegründet.
Das Unternehmen zählt (Stand 2018) etwa 100.000 Kunden bei über 250.000 registrierten Domains.

## Geschichte
Das Unternehmen wurde 1998 von Johannes Kührer gegründet.
2005 bezog world4you das erste eigene Rechenzentrum in Linz.
2011 wurde world4you zum weltweit größten Domainregistrar von .at-Domains. 2012 zählte das Unternehmen 100.000 registrierte Domains. 2016 verkündete world4you die Registrierung der 200.000. Domain durch das Unternehmen.
Im Jahr 2018 wurde world4you vom United-Internet-Konzern bzw. durch dessen Tochter 1&1 Internet SE zu 100 % erworben. CEO Johannes Kührer ließ hierbei via Presseaussendung verkünden, als Geschäftsführer erhalten zu bleiben und world4you weiterhin als Dienstleister und Arbeitgeber in Österreich zu betreiben.
Nach fast 23 Jahren verließ Kührer 2021 auf eigenen Wunsch das Unternehmen. Ihm folgte Tim Körner als neuer Geschäftsführer nach. Körner hatte in seinen acht Jahren bei der Konzernschwester IONOS als Head of Global Marketing & Commercial Management an wesentlichen Wachstumsinitiativen gearbeitet und war bereits an der Akquisition von world4you maßgeblich beteiligt. Mit Anfang 2022 übernahm Chief Technology Officer Gerald Auer die Rolle des technischen Geschäftsführers neben CEO Tim Körner.